# Sivert Guttorm Bakken
Sivert Guttorm Bakken (* 18. Juli 1998 in Lillehammer) ist ein norwegischer Biathlet. Sein bislang größter Erfolg ist der Gewinn der Weltcupwertung im Massenstart in der Saison 2021/22.

## Werdegang
Sivert Bakken ist in Lillehammer geboren und aufgewachsen und startet für den Verein Vingrom IL aus der Umgebung.

### Anfänge im Juniorenbereich
Seine ersten internationalen Biathlonrennen bestritt Sivert Bakken bei den Olympischen Jugendspielen 2016, wo er in der Verfolgung und – an der Seite von Marit Øygard, Marthe Kråkstad Johansen und Fredrik Qvist Bucher-Johannessen – mit der Mixed-Staffel die Gold- sowie im Sprint die Silbermedaille gewann. In den folgenden beiden Jahren nahm er an den Biathlon-Juniorenweltmeisterschaften teil. 2017 in Osrblie gewann er in der Jugendkategorie Bronze im Sprint und Gold mit der Staffel, 2018 in Otepää erreichte er mit der norwegischen Staffel Silber.

### Erfolge im IBU-Cup (2018 bis 2021)
Vor Beginn des Winters 2018/19 qualifizierte Sivert Guttorm Bakken sich erstmals für den IBU-Cup. Dort erreichte er bereits bei seinem Debüt in Idre eine Top-10-Platzierung, bei der nächsten Station im Sprint in Ridnaun mit einem dritten Platz seine erste Podiumsplatzierung und in der Folgewoche beim Sprint in Obertilliach seinen ersten Sieg. Mit diesen Leistungen führte er zu Weihnachten die IBU-Cup-Gesamtwertung an. Nach dem Jahreswechsel konzentrierte er sich weitgehend auf Rennen im Juniorenbereich. Bei den Juniorenweltmeisterschaften 2019 in Osrblie gewann er Bronze im Sprint und in der Verfolgung, bei der Junioren-EM Anfang März in Sjusjøen siegte er im Sprint und erreichte Silber im Verfolgungs- und Staffelbewerb. Obwohl er nach Januar dort keine Wettkämpfe mehr bestritten hatte, belegte er in der Gesamtwertung des IBU-Cups noch Platz 9.
Vor Beginn der Saison 2019/20 verpasste Bakken zunächst die Qualifikation für den IBU-Cup, kam aber über gute Leistungen im Norwegen-Cup noch im Dezember in Obertilliach zu seinem ersten Start. Im Januar erreichte er in Osrblie seinen ersten Podestplatz der Saison. Anfang März nahm er an den Europameisterschaften 2020 in Minsk-Raubitschy teil, bei denen er Bronze im Verfolgungsrennen und – mit Åsne Skrede, Ida Lien und Aleksander Fjeld Andersen – mit der Mixed-Staffel und damit seine ersten internationalen Medaillen auf Seniorenebene gewann. Beim IBU-Cup-Finale, welches ebenfalls in Minsk stattfand, hatte er sein bis dahin erfolgreichstes Wettkampfwochenende und gewann alle drei Rennen (zwei Sprints und einen Massenstart). In der IBU-Cup-Gesamtwertung belegte er den siebten Platz.
Da aufgrund der COVID-19-Pandemie Im Dezember 2020 keine IBU-Cup-Rennen stattfanden, startete Bakken im Norwegen-Cup. Nach zwei Siegen dort durfte er Anfang Januar 2021 in Oberhof sein Debüt im Weltcup-Debüt geben, wobei er in Sprint und Verfolgung mit einem 24. und einem 33. Rang auf Anhieb Weltcuppunkte erreichte. Dennoch musste er nach einer Woche zurück in den IBU-Cup, wobei ihm am Arber drei Podestplätze gelangen. Bei den Europameisterschaften in Duszniki-Zdrój belegte er Rang 4 im Einzel und gewann mit Emilie Kalkenberg, Åsne Skrede und Erlend Bjøntegaard die Goldmedaille in der Mixed-Staffel. Im Februar und März erreichte er in Osrblie und Obertilliach drei weitere IBU-Cup-Podestplätze. Die Gesamtwertung beendete er als Dritter.

### Durchbruch im Weltcup (Saison 2021/22)
Im November 2021 qualifizierte Sivert Guttorm Bakken sich über einen Sieg im Sprint bei der norwegischen Saisoneröffnung für den Auftakt des Weltcups in Östersund. Dort erreichte er in den ersten beiden Rennen einen sechsten Platz im Einzel und einen achten Platz im Sprint. Als Startläufer der norwegischen Staffel gewann er sein erstes Weltcuprennen. Nachdem er in Hochfilzen und in Sprint und Verfolgung in Le Grand-Bornand zunächst nicht an diese Ergebnisse hatte anknüpfen können, gelang ihm im letzten Rennen vor Weihnachten im Massenstart als Achter ein weiterer Top-10-Platz.
Auch bei den Weltcups im Januar in Oberhof und Antholz erreichte Bakken sein bestes Ergebnis im Massenstart zum Abschluss des Trimesters als Fünfter im Massenstart. Im Februar war er für die Olympischen Winterspiele in Peking nominiert, kam aber zu keinem Renneinsatz.
Nach den Spielen erzielte Bakken seine bis dahin besten Weltcupergebnisse. In Kontiolahti gewann er sein zweites Staffelrennen und verpasste als Vierter im Sprint nur knapp sein erstes Einzelpodest. Dieses gelang ihm in der Folgewoche als Dritter des Massenstarts in Otepää, wo er auch mit der Mixed-Staffel siegte. Beim Saisonfinale am Holmenkollen in Oslo erreichte er seinen bisher größten Erfolg: Im abschließenden Massenstart gewann er fehlerfrei im Zielsprint gegen Sturla Holm Lægreid sein erstes Einzelrennen im Weltcup und damit zugleich die kleine Kristallkugel für die Weltcupwertung in dieser Disziplin. In der Gesamtwertung erreichte er Platz 9.

### Gesundheitsbedingte Wettkampfpause (2022 bis 2024)
Zur Saison 2022/23 wurde Sivert Guttorm Bakken in die sechsköpfige Nationalmannschaft des norwegischen Biathlonverbands aufgenommen.
Seit Mai 2022 konnte Bakken aufgrund einer Herzmuskelentzündung, die als Folge der dritten COVID-19-Impfung auftrat, nur noch stark eingeschränkt trainieren. Im Dezember 2022 gab er bekannt, nun bereits seit sechs Monaten nicht mehr physisch trainiert zu haben und sich nur Schießübungen zu widmen. Die Saison 2022/23 verpasste er vollständig. Seinen Platz in der Nationalmannschaft behielt er dennoch. Da sich auch nach über einem Jahr keine gesundheitliche Besserung eingestellt hatte, musste Bakken die Saison 2023/24 ebenfalls absagen.

### Comeback (seit 2024)
Im Laufe des Jahres 2024 verbesserte sich Bakkens Gesundheitszustand und er konnte wieder physisch trainieren. Seine ersten Wettkämpfe nach über zwei Jahren bestritt er bei der norwegischen Saisoneröffnung im November 2024 in Sjusjøen. Bei dieser qualifizierte er sich als 13. und 16. auf Anhieb für das norwegische IBU-Cup-Team.

## Statistiken

### Weltcupsiege
| Nr. | Datum         | Ort  | Disziplin   |
| --- | ------------- | ---- | ----------- |
| 1.  | 20. März 2022 | Oslo | Massenstart |

| Nr. | Datum         | Ort         | Disziplin       |
| --- | ------------- | ----------- | --------------- |
| 1.  | 4. Dez. 2021  | Östersund   | Staffel 1       |
| 2.  | 4. März 2022  | Kontiolahti | Staffel 2       |
| 3.  | 13. März 2022 | Otepää      | Mixed-Staffel 3 |

### Weltcupplatzierungen
Die Tabelle zeigt alle Platzierungen (je nach Austragungsjahr einschließlich Olympische Spiele und Weltmeisterschaften).
- 1.–3. Platz: Anzahl der Podiumsplatzierungen
- Top 10: Anzahl der Platzierungen unter den ersten zehn (einschließlich Podium)
- Punkteränge: Anzahl der Platzierungen innerhalb der Punkteränge (einschließlich Podium und Top 10)
- Starts: Anzahl gelaufener Rennen in der jeweiligen Disziplin
- Staffel: inklusive Mixed- und Single-Mixed-Staffeln

| Platzierung               | Einzel | Sprint | Verfolgung | Massenstart | Staffel | Gesamt |
| ------------------------- | ------ | ------ | ---------- | ----------- | ------- | ------ |
| 1. Platz                  |        |        |            | 1           | 3       | 4      |
| 2. Platz                  |        |        |            |             |         |        |
| 3. Platz                  |        |        |            | 1           |         | 1      |
| Top 10                    | 1      | 2      | 2          | 4           | 3       | 12     |
| Punkteränge               | 2      | 8      | 7          | 4           | 3       | 24     |
| Starts                    | 2      | 9      | 7          | 4           | 3       | 25     |
| Stand: Saisonende 2021/22 |        |        |            |             |         |        |

### Juniorenweltmeisterschaften
| Weltmeisterschaften | Weltmeisterschaften | Weltmeisterschaften | Einzel | Sprint | Verfolgung | Staffel |
| Jahr                | Ort                 | Altersklasse        | Einzel | Sprint | Verfolgung | Staffel |
| ------------------- | ------------------- | ------------------- | ------ | ------ | ---------- | ------- |
| 2017                | Osrblie             | Jugend              | 13.    | 3.     | 6.         | 1.      |
| 2018                | Otepää              | Junioren            | 22.    | –      | –          | 2.      |
| 2019                | Osrblie             | Junioren            | 73.    | 4.     | 3.         | 3.      |

### IBU-Cup-Siege
| Nr. | Datum         | Ort                 | Disziplin              |
| --- | ------------- | ------------------- | ---------------------- |
| 1.  | 22. Dez. 2018 | Obertilliach        | Sprint                 |
| 2.  | 4. März 2020  | Minsk               | Sprint                 |
| 3.  | 5. März 2020  | Minsk               | Sprint                 |
| 4.  | 6. März 2020  | Minsk               | Massenstart 60         |
| 5.  | 31. Jan. 2021 | Duszniki-Zdrój (EM) | Mixed-Staffel 1        |
| 6.  | 15. Jan. 2025 | Osrblie             | Kurzeinzel             |
| 7.  | 18. Jan. 2025 | Osrblie             | Single-Mixed-Staffel 2 |
| 8.  | 31. Jan. 2025 | Martell (EM)        | Sprint                 |
| 9.  | 2. Feb. 2025  | Martell (EM)        | Staffel 3              |